# رایا (سمدروو)
رایا (به صربی: Ralja) یک منطقهٔ مسکونی در صربستان است که در اسمدرفو واقع شده‌است. رایا ۱٬۵۳۷ نفر جمعیت دارد.